# 水島晋
水島 晋（みずしま すすむ、1929年7月25日 - ）は日本の男性声優。

## 人物
以前は新協劇団、劇団創造座、劇団葦、グループりんどう、三日月プロ、同人舎プロダクション、テアトル・エコーに所属していた。

## 出演作品

### テレビドラマ
- テレビ劇場 馬六先生人生日記（NHK）
  - 最初の往診（1959年）
  - あんぱんとクリスマス（1960年）
- サンヨーテレビ劇場 砂時計（1960年、KRテレビ）
- プリンススリラー劇場「不運な旅館」 第6話（1962年、フジテレビ）
- 人形佐七捕物帳 第6話「鶴の千番」（1965年、NHK） - 叶千柳
- 七人の刑事 第2シリーズ 第82話「存在理由」（1966年、TBS）
- おはなはん（1966年、NHK） - 竹内先生
- また逢う日まで 第2話（1966年、NET）
- 剣 第17話「珍説天保水滸伝」（1967年、テレビ朝日） - 放れ駒の馬造
- NHK劇場「海を見た」（1967年1月26日、NHK）
- 木曽街道いそぎ旅 第15話「孤独の中の二つの顔」（1973年、フジテレビ） - 仙造

### 映画
- 日の果て（1954年） - 藤田一等兵
- 犯罪地帯を探せ（1958年） - 村瀬修
- 囁きのジョー（1967年） - 刑事B
- 神々の深き欲望（1968年） - 麓金朝
- 御用金（1969年）

### 舞台
- 死んだ海（1952年、新協劇団） - 納屋の者4[7]
- デッド・エンド（1953年、新協劇団） - スピット[8]
- 冬の旅（1953年、新協劇団） - 野崎圭吉[8]
- 山の民（1954年、新協劇団） - 作兵ェ、房吉[8]
- フォスター大佐は告白する（1954年、劇団青俳） - 遊撃隊隊長[9]
- ファウスト博士（1959年、人形劇団ブーク） - ファウストの声[10]
- 聖やくざ（1960年、劇団葦） - 速水卓造[11]
- 鬼無鬼島（1961年、劇団葦） - 用賀家成[12]
- 勇敢なる兵卒シュベイク（1964年、人形劇団プーク） - フォン・シュワルツブルグ少将の声[6]

### テレビアニメ
1963年
- 鉄腕アトム (アニメ第1作)（黄色い馬密輸団の技師長）

1968年
- わんぱく探偵団

1970年
- あしたのジョー（1970年 - 1971年）
- チキチキマシン猛レース（トラヒゲ親分）
- 幽霊城のドボチョン一家（ガキ）

1971年
- アニメンタリー 決断[13]
- さすらいの太陽
- ふしぎなメルモ（校長）

1972年
- 赤胴鈴之助
- 樫の木モック（ドラゴン）
- 科学忍者隊ガッチャマン（国防長官、艦長、司令）

1973年
- けろっこデメタン（入道）
- ジャングル黒べえ（ドロボウの子分）

1974年
- 昆虫物語 新みなしごハッチ

### 特撮
- 仮面ライダー（コブラ男の声[1]、改造コブラ男の声[1]、ヤモゲラスの声[1]、再生さそり男の声[14]）

### 人形劇
- 伊賀の影丸（1963年）

### 吹き替え
- アラモ ※NET版
- 裏切り鬼軍曹（メリアム〈ウォルター・ブルック〉）
- カーツーム ※NETテレビ版
- 恋をしましょう ※NET版
- 空爆特攻隊（クルーガー軍曹〈ギャビン・マクロード〉）※テレビ朝日版・DVD収録
- 拳銃無宿（カール・マーチン〈マイケル・ランドン〉）
- 絞殺魔 ※NET版
- 刑事コロンボシリーズ
  - 死者の身代金（ポール・ウィリアムス〈ハーラン・ウォード〉）
  - 野望の果て（ロハス刑事〈ジェイ・バレラ〉）
  - 逆転の構図（モーテル支配人）
- 猿の惑星（ゴリラ1）※フジテレビ版・日本語吹替完全版Blu-rayBOX収録
- ジャングル・ブック（僧侶〈フランク・パグリア〉）
- シェラマドレの決斗
- 出獄（ブライアン・ケリー〈リー・J・コッブ〉）
- 勝利なき戦い ※NET版
- スパイ大作戦（ホテルのフロント〈ケン・レナード〉）
- 悲愁（ブレッド・ジョンソン〈A・キャメロン・グラント〉）
- 逃亡者 #92
- ドクター・コネリー/キッドブラザー作戦
- トブルク戦線 ※NET版
- バトル・コマンド/熱砂の大作戦
- ビッグトレイル（5つ樽〈ロバート・J・ウィルク〉）
- プリズナーNo.6（教授〈ピーター・ハウエル〉）※第6話
- 慕情 ※テレビ朝日版
- 北京の55日
- 暴力脱獄
- ロックフォードの事件メモ（デニス・ベッカー〈初代〉〈ジョー・サントス〉）
- マシンガン・パニック/笑う警官 ※テレビ朝日版
- ミサイル珍道中（ドロシー・ラムーア博士〈ウォルター・ゴテル〉）
- 勇気ある追跡 ※日本テレビ版